# Oryticum oryzoides
Oryticum oryzoides är en gräsart som beskrevs av Chao Pin Wang och S.H.Tang. Oryticum oryzoides ingår i släktet Oryticum och familjen gräs. Inga underarter finns listade i Catalogue of Life.